# Women’s Elite Ice Hockey League 2018/19
Die Saison 2018/19 war die vierte Austragung der Women’s Elite Ice Hockey League als höchste britische und englische Fraueneishockeyliga. Die Ligadurchführung erfolgt durch die English Ice Hockey Association, den englischen Verband unter dem Dach des britischen Eishockeyverbandes Ice Hockey UK.

## Elite League
Zurück in der Elite League war die Mannschaft Swindon Topcats, die die Vorjahresletzten Sheffield Shadows ersetzten, sich jedoch nicht in der Liga halten konnten.

### Modus
Zunächst spielten alle Mannschaften eine einfache Runde mit Hin- und Rückspiel. Die vier Besten erreichten das Finalturnier Final Four. Dieses EIHA Trophy Weekend fand für alle Frauenligen am 1./2. Juni 2019 in Widnes statt.

### Hauptrunde
| Platz | Mannschaft               | Spiele | S  | U | N  | Tore   | Punkte |
| ----- | ------------------------ | ------ | -- | - | -- | ------ | ------ |
| 1.    | Bracknell Queen Bees (M) | 20     | 18 | 2 | 0  | 127:23 | 38     |
| 2.    | Solihull Vixens          | 20     | 12 | 2 | 6  | 84:61  | 26     |
| 3.    | Kingston Diamonds        | 20     | 10 | 2 | 8  | 65:39  | 22     |
| 4.    | Guildford Lightning      | 20     | 9  | 2 | 9  | 52:72  | 20     |
| 5.    | Streatham Storm          | 20     | 4  | 2 | 14 | 36:95  | 10     |
| 6.    | Swindon Topcats (N)      | 20     | 1  | 2 | 17 | 20:94  | 4      |

#### Beste Spielerinnen
Beste Scorerinnen
| Rang | Spielerin         | Club                 | Tore | Assists | Punkte |
| ---- | ----------------- | -------------------- | ---- | ------- | ------ |
| 1    | Christine Newman  | Bracknell Queen Bees | 22   | 23      | 45     |
| 2    | Saffron Allen     | Solihull Vixens      | 22   | 20      | 42     |
| 3    | Jodie-Leigh Bloom | Solihull Vixens      | 16   | 26      | 42     |
| 4    | Rachel Cartwright | Bracknell Queen Bees | 21   | 16      | 37     |
| 5    | Katie Henry       | Solihull Vixens      | 23   | 11      | 34     |
| 6    | Emily Harris      | Bracknell Queen Bees | 13   | 20      | 33     |
| 7    | Kimberley Lane    | Bracknell Queen Bees | 11   | 21      | 33     |
| 8    | Natalie Altridge  | Bracknell Queen Bees | 10   | 19      | 29     |
| 9    | Bethany Hill      | Guildford Lightning  | 14   | 9       | 23     |
| 10   | Abbie Sylvester   | Bracknell Queen Bees | 8    | 14      | 22     |

Beste Torhüterin
Beste Torhüterin wurde Samantha Bolwell (Kingston Diamonds) mit 93,2 % Abwehrquote.

### Play-offs
Das Finalturnier fand am Wochenende, 1. und 2. Juni 2019, in Widnes statt. Daran nahmen die vier bestplatzierten Mannschaften teil. Sie spielten zunächst über Kreuz: der Erste gegen den Vierten und der Zweite gegen den Dritten. Die Sieger trugen das Finale aus.

#### Halbfinale
|  | Bracknell Queen Bees | 10:1 (-:-, -:-, -:-) | Guildford Lightning | Widnes |

|  | Solihull Vixens | 4:1 (2:0, 1:0, 1:1) | Kingston Diamonds | Widnes |

#### Finale
|  | Bracknell Queen Bees | 4:1 (1:0, 0:1, 3:0) | Solihull Vixens | Widnes |

Die Spielerinnen von Bracknell wurden britischer Meister auch durch zwei Tore von Kim Lane, die zur besten Spielerin des Finales gewählt wurde.

#### Beste Scorerinnen des Finalturniers
| Rang | Spielerin         | Club                 | Tore | Assists | Punkte |
| ---- | ----------------- | -------------------- | ---- | ------- | ------ |
| 1    | Christine Newman  | Bracknell Queen Bees | 2    | 3       | 5      |
| 2    | Jodie-Leigh Bloom | Solihull Vixens      | 2    | 2       | 4      |
| 2    | Katherine Gale    | Bracknell Queen Bees | 2    | 2       | 4      |
| 4    | Emily Harris      | Bracknell Queen Bees | 3    | 0       | 3      |
| 4    | Abbie Sylvester   | Bracknell Queen Bees | 3    | 0       | 3      |
| 4    | Kimberley Lane    | Bracknell Queen Bees | 3    | 0       | 3      |
| 7    | Katie Henry       | Solihull Vixens      | 2    | 1       | 3      |
| 8    | Saffron Allen     | Solihull Vixens      | 1    | 2       | 3      |

## Premier League
Die Saison 2018/19 der Women’s Premier Ice Hockey League war die vierte Austragung als zweithöchste britische und englische Fraueneishockeyliga. Die Ligadurchführung erfolgt durch die English Ice Hockey Association, den englischen Verband unter dem Dach des britischen Eishockeyverbandes Ice Hockey UK.
Der Sieger der Hauptrunde der Vorsaison und Finalteilnehmer, die Mannschaft Swindon Topcats, war in die erstklassige Elite League aufgestiegen. Die langjährige Topmannschaft Sheffield Shadows – seit 2002 erstklassig – musste in die zweite Liga absteigen. Aus der Division I stiegen die Whitley Bay Squaws als Sieger der Liga auf, einen Absteiger gab es nicht, sodass sich die Anzahl der Mannschaften von sieben auf acht erhöhte. Sieger der Hauptrunde wurden die Nottingham Vipers, die in der Vorsaison noch Letzter waren und nur wegen der Aufstockung auf acht Mannschaften in der Liga verbleiben konnten.

### Modus
Nach der Hauptrunde mit Hin- und Rückspielen im Modus Jeder-gegen-jeden stand der Meister und Aufsteiger fest. Anschließend wurden Playoffs im K.O.-Modus in einem Final-Four-Turnier unter den besten vier Mannschaften gespielt.

### Hauptrunde
| Platz | Mannschaft               | Spiele | S  | U | N  | Tore   | Punkte |
| ----- | ------------------------ | ------ | -- | - | -- | ------ | ------ |
| 1.    | Nottingham Vipers        | 14     | 11 | 2 | 1  | 90:39  | 24     |
| 2.    | Whitley Bay Squaws (N)   | 14     | 10 | 1 | 3  | 80:44  | 21     |
| 3.    | Chelmsford Cobras        | 14     | 9  | 0 | 5  | 54:36  | 16 1   |
| 4.    | Kingston Diamonds ‘B’    | 14     | 7  | 1 | 6  | 48:53  | 15     |
| 5.    | Sheffield Shadows (A)    | 14     | 6  | 1 | 7  | 74:60  | 13     |
| 6.    | Bracknell Queen Bees ‘B’ | 14     | 6  | 0 | 8  | 81:69  | 12     |
| 7.    | Milton Keynes Falcons    | 14     | 4  | 1 | 9  | 39:67  | 9      |
| 8.    | Widnes Ladies            | 14     | 0  | 0 | 14 | 16:114 | -2 1   |

### Play-offs
Auch das Finalturnier der Premier League fand am 1. und 2. Juni 2019 in Widnes statt. Es nahmen die vier bestplatzierten Mannschaften der Hauptrunde teil. Es spielte der Erste gegen den Vierten und der Zweite gegen den Dritten. Die Sieger trugen das Finale aus. Erneut scheiterte der Ligasieger und Aufsteiger in den Play-offs. Die Chelmsford Cobras dominierten das gesamte Spiel und gewannen in der Verlängerung durch einen Abpraller von Britanny Stoneman.

#### Halbfinale
|  | Nottingham Vipers | 6:1 (3:0, 3:0, 0:1) | Kingston Diamonds ‘B’ | Widnes |

|  | Whitley Bay Squaws (N) | 3:4 n. V. (1:0, 1:0, 1:3, 0:1) | Chelmsford Cobras | Widnes |

#### Finale
|  | Nottingham Vipers | 1:2 n. V. (1:1, 0:0, 0:0, 0:1) | Chelmsford Cobras | Widnes |

## Division I
Die Division I (der Women's National Ice Hockey League) ist nach der Elite League und der Premier League die dritte Stufe der englischen und britischen Fraueneishockeyliga. Sie ist in eine Nord- und eine Südgruppe gegliedert. Die Whitley Bay Squaws waren in die Premier League aufgestiegen. Die Blackburn Thunder und die Basingstoke Bisons zogen sich aus der Liga zurück. Neu in der Liga waren die Grimsby Wolves und Slough Phantoms. Damit nahm die Anzahl der teilnehmenden Mannschaften in der Nordgruppe weiter ab auf nunmehr vier Mannschaften, sodass eine zweifache Doppelrunde gespielt wurde.

### Gruppenphase
| Nord  | Nord                   | Nord   | Nord  | Nord   | Nord     | Nord   | Nord   |
| ----- | ---------------------- | ------ | ----- | ------ | -------- | ------ | ------ |
| Platz | Mannschaft             | Spiele | Siege | Unent. | Niederl. | Tore   | Punkte |
| 1.    | Telford Wrekin Raiders | 12     | 10    | 1      | 1        | 93:24  | 21     |
| 2.    | Solway Sharks Ladies   | 12     | 7     | 0      | 5        | 78:59  | 14     |
| 3.    | Sheffield Shadows ‘B’  | 12     | 6     | 1      | 5        | 65:51  | 13     |
| 4.    | Grimsby Wolves (N)     | 12     | 0     | 0      | 12       | 11:113 | 0      |

| Süd   | Süd                        | Süd    | Süd   | Süd    | Süd      | Süd    | Süd    |
| ----- | -------------------------- | ------ | ----- | ------ | -------- | ------ | ------ |
| Platz | Mannschaft                 | Spiele | Siege | Unent. | Niederl. | Tore   | Punkte |
| 1.    | Swindon TopCats ‘B’        | 16     | 13    | 2      | 1        | 97:22  | 28     |
| 2.    | Cardiff Comets             | 16     | 11    | 2      | 3        | 86:32  | 24     |
| 3.    | Streatham Storm ‘B’        | 16     | 9     | 3      | 4        | 61:37  | 21     |
| 4.    | Slough Phantoms (N)        | 16     | 9     | 2      | 5        | 69:47  | 20     |
| 5.    | Coventry Phoenix           | 16     | 8     | 1      | 7        | 71:47  | 17     |
| 6.    | Oxford City Midnight Stars | 16     | 6     | 1      | 9        | 46:64  | 13     |
| 7.    | Solent & Gosport           | 16     | 5     | 1      | 10       | 48:83  | 11     |
| 8.    | Invicta Dynamics           | 16     | 1     | 3      | 12       | 20:77  | 3 2    |
| 9.    | Peterborough Penguins      | 16     | 2     | 1      | 13       | 26:115 | 3 2    |

### Final Four
Im Finalturnier am 1./2. Juni 2019 in Widnes wurde zwischen den jeweils beiden Besten der beiden Gruppen über Kreuz um den Sieg in der Division 1 und um den Aufstieg in die Premier League gespielt.
Cardiff est promu en Premier League.
Halbfinale
|  | Telford Wrekin Raiders | 0:1 (0:0, 0:1, 0:0) | Cardiff Comets | Widnes |

|  | Swindon TopCats ‘B’ | 8:0 (5:0, 2:0, 1:0) | Solway Sharks | Widnes |

Finale
|  | Cardiff Comets | 4:2 (2:1, 1:0, 1:1) | Swindon TopCats ‘B’ | Widnes |